# جين آربر
جين آربر (بالإنجليزية: Jane Arbor)‏ (8 سبتمبر 1903 في المملكة المتحدة - 4 فبراير 1994 في المملكة المتحدة)؛ كاتِبة وروائية بريطانية.